# Port Heiden
Port Heiden (Massriq in alutiiq) è un comune degli Stati Uniti d'America, situato nello Stato dell'Alaska e in particolare nel Borough di Lake and Peninsula.